# Bernard Schreiner (homme politique, 1940-2002)
pour le député UMP du Bas-Rhin, voir Bernard Schreiner (homme politique, 1937-2020)
Bernard Schreiner, né le 19 octobre 1940 à Saint-Laurent-sur-Othain (Meuse) et mort le 23 mai 2002 à Mantes-la-Jolie, est un militant étudiant devenu journaliste et homme politique français.

## Parcours
Étudiant à Strasbourg, il est président de l'Union nationale des étudiants de France (UNEF) d'avril 1964 à avril 1965. Sa présidence est marquée par de nombreuses démissions au sein du bureau national (en particulier celle du secrétaire général Marc Kravetz en janvier 1965), caractéristiques du bouillonnement politique qui y régnait alors. Il défendait entre autres l'allocation universitaire pour tous.
Il commence une carrière dans le journalisme en 1966, contribuant en particulier à Témoignage chrétien, dont il deviendra secrétaire général. Mobilisant en un comité d'initiative quelques revues catholiques (comme Frères du monde), il s'engage auprès du Père Thi pour les Assemblées internationales des chrétiens solidaires des peuples du Vietnam, Cambodge et Laos, dont la première se tient en 1971.
Il s'installe en 1974 à Mantes-la-Jolie, où il contribue au développement de la section locale du Parti socialiste. Il y assurera de 1977 à 1989 la direction de la culture auprès du maire Paul Picard. Il est élu député de Mantes-Limay (8e circonscription des Yvelines) en 1981, et conserve son mandat jusqu'en 1993.
Il a reçu la Légion d'honneur en 2002, quelques semaines avant sa mort.